# گذر حاج شیخ
گذر حاج شیخ مربوط به دوره قاجار است و در کاشان، خیابان علوی، گذرحاج شیخ واقع شده و این اثر در تاریخ ۱۰ خرداد ۱۳۸۲ با شمارهٔ ثبت ۹۰۳۶ به‌عنوان یکی از آثار ملی ایران به ثبت رسیده است.